# Cotam Deux
Dimensions
Cotam Deux, ou Cotam Second, est l'indicatif d'appel de tout aéronef de l'Armée de l'air française dans lequel se trouve le Premier ministre de la République française. COTAM est l'acronyme qui désigne le Commandement du transport aérien militaire.
En raison des prérogatives essentiellement nationales du Premier ministre, ce dernier utilise principalement des appareils moyen-courriers de type « aviation d'affaires ». Par métonymie, l'expression « Cotam Deux » désigne donc souvent l'un des avions Falcon du constructeur Dassault Aviation dont dispose l'Escadron de transport 60, utilisés traditionnellement par le chef du gouvernement et la Première dame.
Les vols sont identifiés sous l'indicatif COTAM « 0xxx », le COTAM 0001 (« COTAM Unité ») étant réservé au président de la République, et COTAM 0002 (« COTAM Deux ») au Premier ministre. Aussi, si le chef de l'État se trouve à bord du même aéronef que le chef du gouvernement, l'indicatif Cotam Unité est attribué à l'appareil.

## Anciens appareils

### Les Airbus A319 CJ et Falcon 900
En 2000, en pleine période de cohabitation, le président Jacques Chirac et le Premier ministre Lionel Jospin, politiquement antagonistes, demandent l'acquisition de deux appareils afin de rajeunir la flotte gouvernementale officielle et pallier la future absence du Concorde : des Airbus A319 CJ. Immatriculés F-RBFA (cn 1484) et F-RBFB (cn 1556), et baptisés officieusement Chirac et Jospin par les militaires de Villacoublay chargés de les mettre en œuvre, ils entrent en fonction le 15 mars 2002, à l’occasion du sommet européen de Barcelone. 
De retour à un système de fait majoritaire après juin 2002, le président en utilise un pour les longs voyages. Le second, quant à lui, est utilisé comme avion de secours, lors de vols court-courriers, moyen-courriers ou long-courriers. Le Premier ministre se déplace alors principalement à bord des Falcon 900 de la République.

#### Aménagement intérieur des A319 CJ
Les deux A319 CJ comprennent à l'avant un espace privé pour le président ou tout autre membre du gouvernement, composé en particulier d'une chambre, d'un salon-bureau et d'un cabinet de toilette privé. À l'arrière de l’appareil se trouve un espace d’une quarantaine de places pour les collaborateurs et invités.
Comprenant à l'origine un fax, chaque appareil se voit doté d’équipements de communication comme le téléphone après les attentats du 11 septembre 2001. Une amélioration de l’autonomie de l’appareil est prévue, notamment par la soute qui peut recevoir des réservoirs de carburant supplémentaires.

#### Peinture
Les appareils composant la flotte gouvernementale, qu'il s'agisse des avions mis à la disposition des membres de l'exécutif (Airbus A319 CJ, Falcon 900 ou Falcon 50) ou ceux utilisés exclusivement par les militaires dans le cadre de transports stratégiques d'hommes et de matériel des différentes armées (Airbus A310 et A340), arborent la même livrée.
Un liseré bleu et rouge est peint le long du fuselage, entourant les hublots, avant de s'agrandir au niveau de la porte principale empruntée par le président. Un liseré est également présent sur la dérive, de façon oblique et brisé. La cocarde tricolore, symbole de l'Armée de l'air, est présente à l'arrière de l'appareil, tout comme la mention « République française »,  à l'avant, proche de la porte principale et en dessous du liseré.

## Renouvellement de la flotte (depuis 2009)

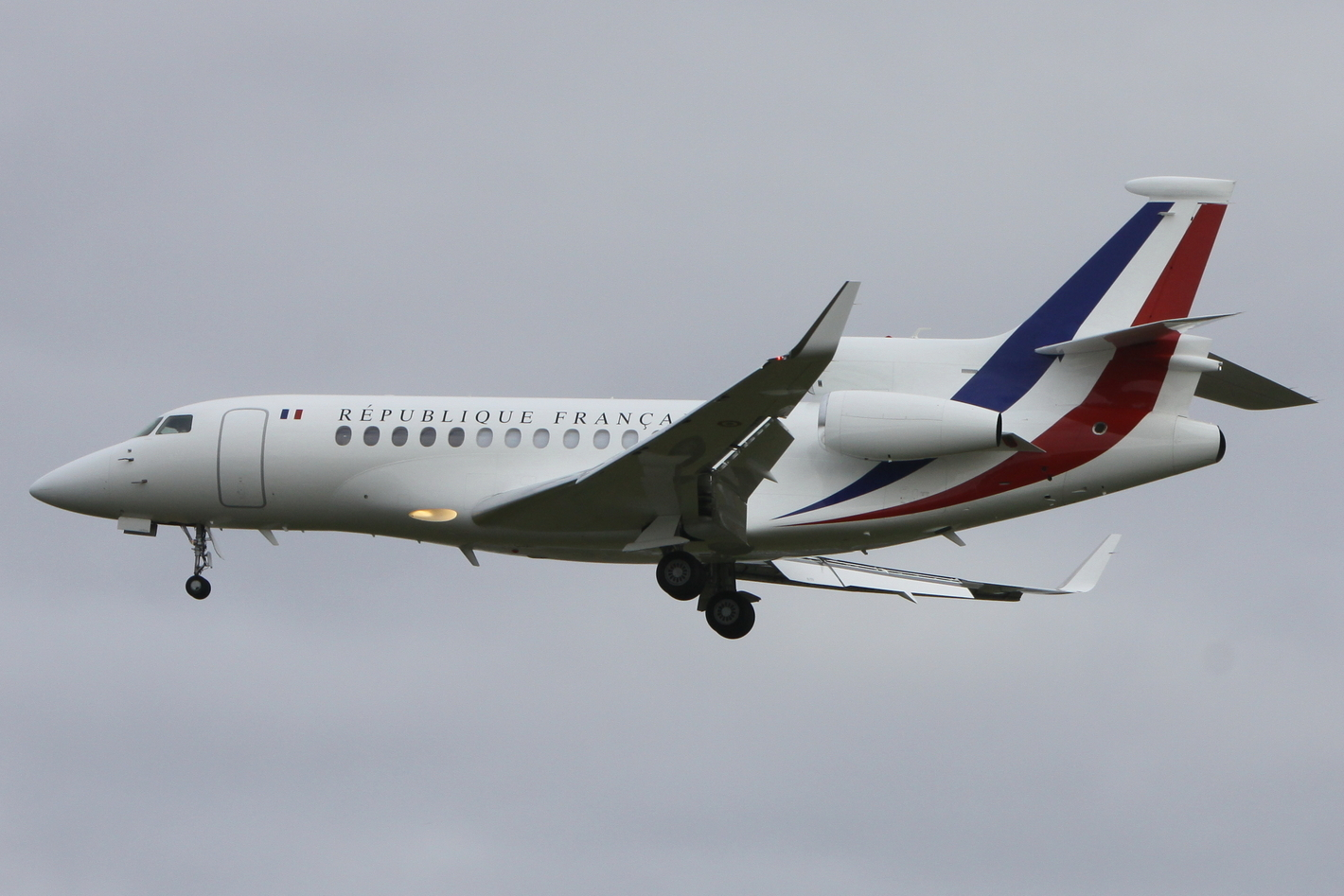
F-RAFB, le second Falcon 7X de la flotte gouvernementale.

Depuis le 3 juillet 2009, l'escadron de transport présidentiel ETEC dispose d'un Dassault Falcon 7X, baptisé Carla One par les aviateurs de l'Armée de l'air, en référence à l'épouse de l'ex-président Carla Bruni-Sarkozy et à l'avion présidentiel américain Air Force One. Un second appareil identique a rejoint la flotte en mai 2010. Chaque appareil est estimé à 50 millions d'euros pièce. Ces avions sont immatriculés F-RAFA et F-RAFB.
Un des deux Falcon 7X sert d'avion de secours à l'appareil présidentiel principal (unique, contrairement aux deux A319 CJ), en cas de panne de ce dernier. Un second a pu être utilisé lorsque les pistes se sont révélées trop courtes pour accueillir l'avion. Ils sont également utilisés par le chef de l'État lors de court trajet. Cependant les membres du gouvernement, et notamment le Premier ministre, utilisent principalement ces Falcon 7X pour leurs vols.
En décembre 2010, dans le cadre d'un sommet de l'OSCE organisé à Astana au Kazakhstan, le Premier ministre François Fillon a effectué le voyage depuis Paris à bord de l'A330-200 de l'ET 60, utilisé principalement par le président de la République et connu familièrement mais improprement sous le nom de Cotam Unité. L'avion utilisa alors l'indicatif Cotam Deux. L'utilisation de l'appareil présidentiel par le chef du gouvernement s'est renouvelé par la suite, comme le 28 janvier 2015 lors d'un voyage en Chine ou encore le 28 novembre 2016 pour une visite en Tunisie,, avec le Premier ministre Manuel Valls.

### Peinture
Les deux Falcon 7X et l'Airbus A330-200 arborent la livrée officielle des avions nouveaux de la flotte républicaine. 
Dans celle-ci, le drapeau tricolore est peint sur l'intégralité de la dérive de l'appareil, se prolongeant de façon oblique vers le bas du fuselage, en direction des réacteurs. Un drapeau français, plus petit, est aussi présent à côté de la porte principale empruntée par le chef de l'État ou du gouvernement (porte sur laquelle sont présentes les armoiries de la République, concernant l'Airbus) et la cocarde tricolore, symbole de l'Armée de l'air, sur et sous les ailes. Enfin, « République française » est peint le long du fuselage, sur une ligne (Falcon 7X) ou deux (A330-200).
Sobre, cette livrée se veut incarner les couleurs du pays mais aussi permettre une identification immédiate et rapide de l'appareil sur un parking d'aéroport.